# 肾叶合耳菊
肾叶合耳菊（学名：Synotis reniformis）为菊科合耳菊属的植物，是中国的特有植物。分布在中国大陆的云南等地，生长于海拔3,000米的地区，多生于山谷河旁潮湿处，目前尚未由人工引种栽培。